# Gur-i Mir
Gur-i Mir (uzb. Goʻri Amir) – mauzoleum Timura Chromego i innych osób, m.in. jego krewnych z 1405 roku w Samarkandzie w Uzbekistanie.

## Historia
Budowla powstała w 1405 roku w Samarkandzie na polecenie Timura Chromego po tragicznej śmierci jego prawnuka Muhammada Sultana Mirzy w 1403 roku. Budowniczym mauzoleum był Mohammed, syn Mahmuda z Isfahanu. Po śmierci Timura w 1405 roku jego zwłoki zostały przewiezione do Samarkandy i pochowane w Gur-i Mir. W narożnikach dziedzińca pochowano krewnych Timura. Wewnątrz spoczywa m.in. syn Timura, Szahruch i jego wnuk Uług Beg, który utworzył wschodnie wejście do mauzoleum w 1425 roku, gdyż uznał, że poprzednie wejście od północy, od strony grobu Sayyida Baraki jest pozbawione szacunku do zmarłego.
Podczas rosyjskiej okupacji Uzbekistanu w 1868 roku skradziono drzwi do mauzoleum, jedne znajdują się w Londynie, drugie w Ermitażu, a trzecie posiada Państwowe Muzeum Historii Uzbekistanu.
Grób Timura otwarto w nocy z 20 na 21 czerwca 1941 roku (według anegdoty datę przekładano z uwagi na groźbę wyrytą na grobie, ostatecznie dzień po otwarciu grobu nastąpił atak Niemiec na ZSRR), dzięki czemu antropolog Michaił Gierasimow odtworzył wygląd twarzy władcy.
W latach 1994–1996 przeprowadzono rewitalizację i częściową rekonstrukcję budowli.

## Architektura
Budowla znajduje się niejako na dziedzińcu medresy. Do mauzoleum Timura prowadzi szeroka brama. Budynek wzniesiono na planie ośmiokąta. Pierwotne wejście znajdowało się od północy, kolejne wejście powstało od wschodu.
Wnętrze stanowi duża hala z czterema niszami, udekorowanych mukarnasami na planie kwadratu i mozaikowym portalem autorstwa Muhammada ibn Mahmuda al-Isfahaniego z 1454 roku.
W centrum pomieszczenia postawiono ozdobne sarkofagi, otaczają je ażurowe marmurowe balustrady. Pochowani faktycznie znajdują się w krypcie; grób Timura nakrywa nefrytowy nagrobek z inskrypcją-groźbą: „kto naruszy spokój władcy, wywoła wojnę, jakiej jeszcze świat nie widział“. 
Kopuła nakrywająca obiekt ma wysokość około 34 m, otaczają ją minarety o wysokości około 25 m. Kopułę pokrywają jasnoniebieskie płytki. Wysoki bęben jest pokryty ornamentami oraz inskrypcją imienia Mahometa zapisaną pismem kufickim.

## Galeria

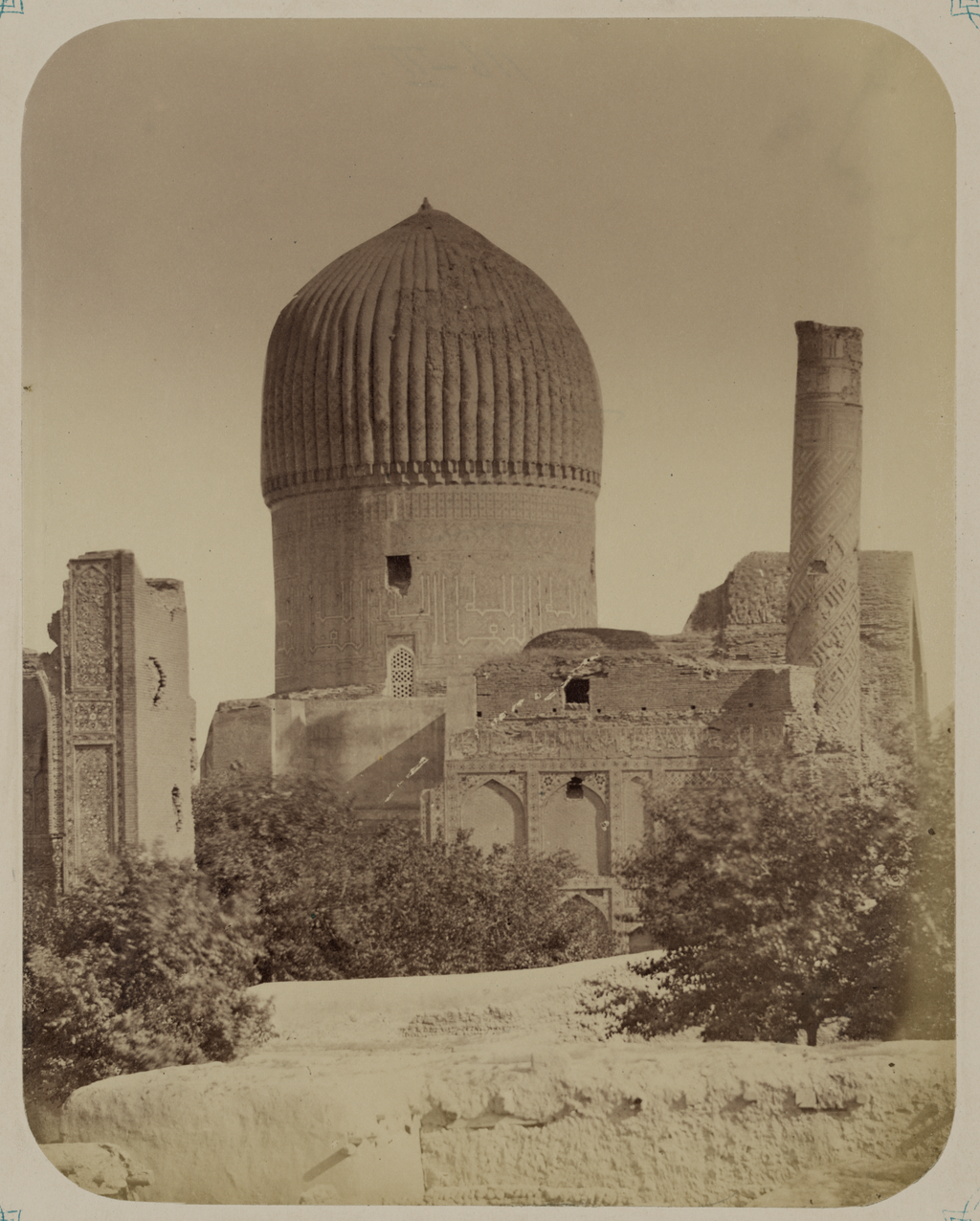
Mauzoleum około 1870 roku
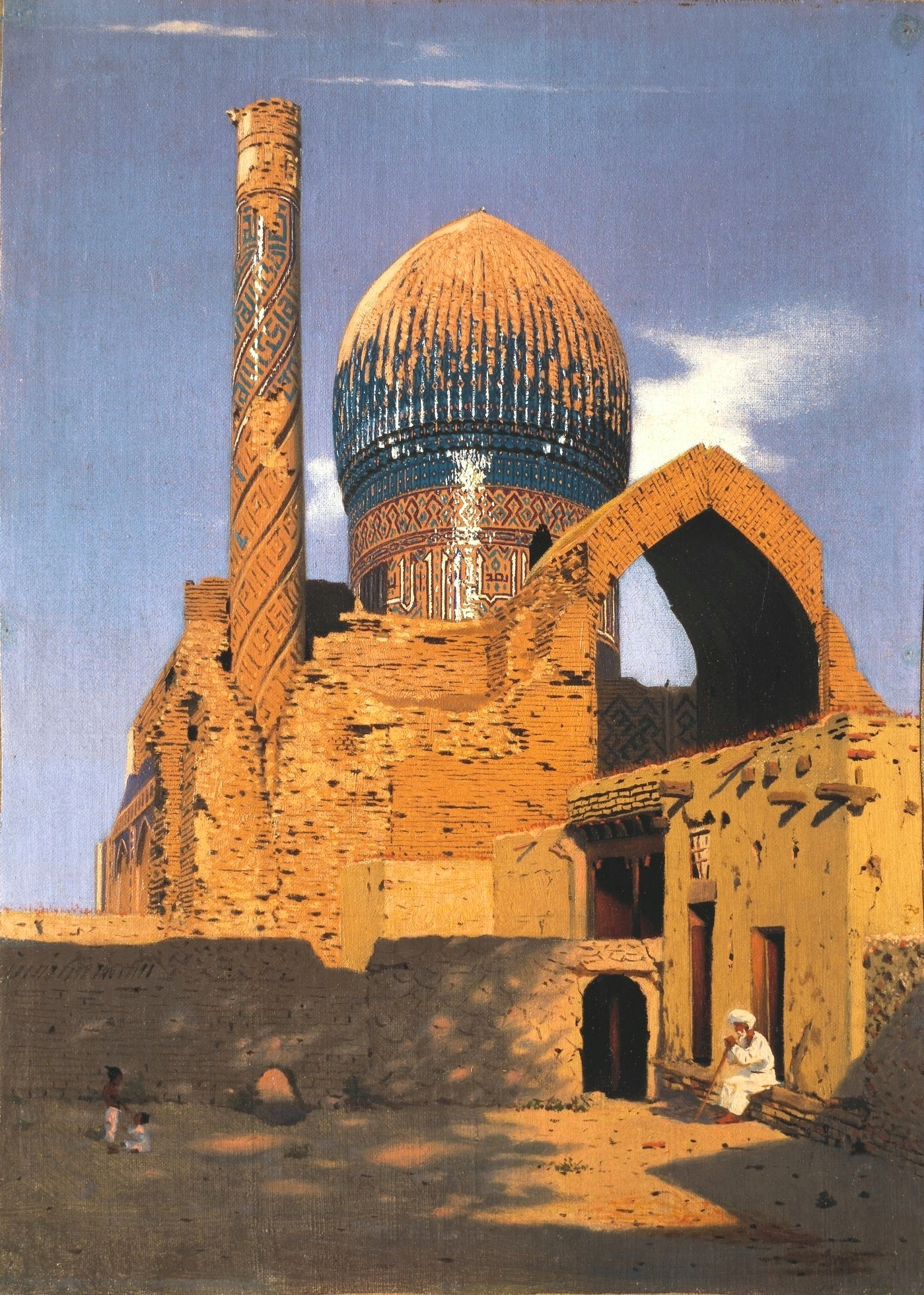
Mauzoleum na obrazie Wasilija Wierieszczagina (około 1870 roku)
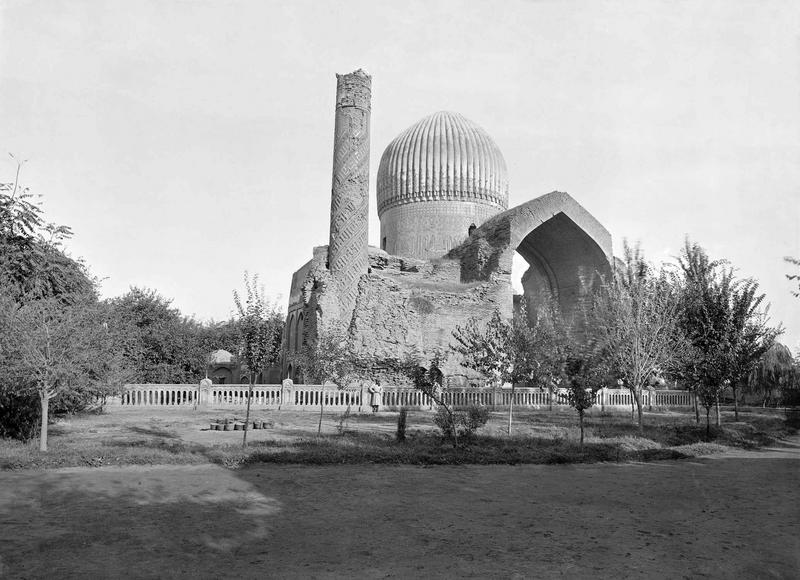
Mauzoleum w 1890 roku
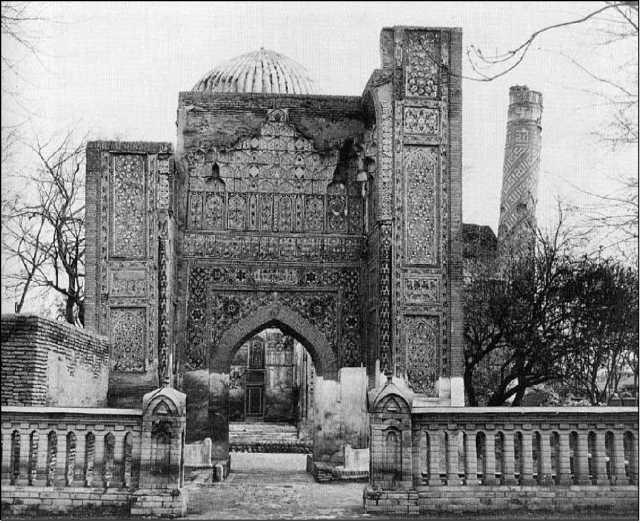
Portal przed 1914 rokiem
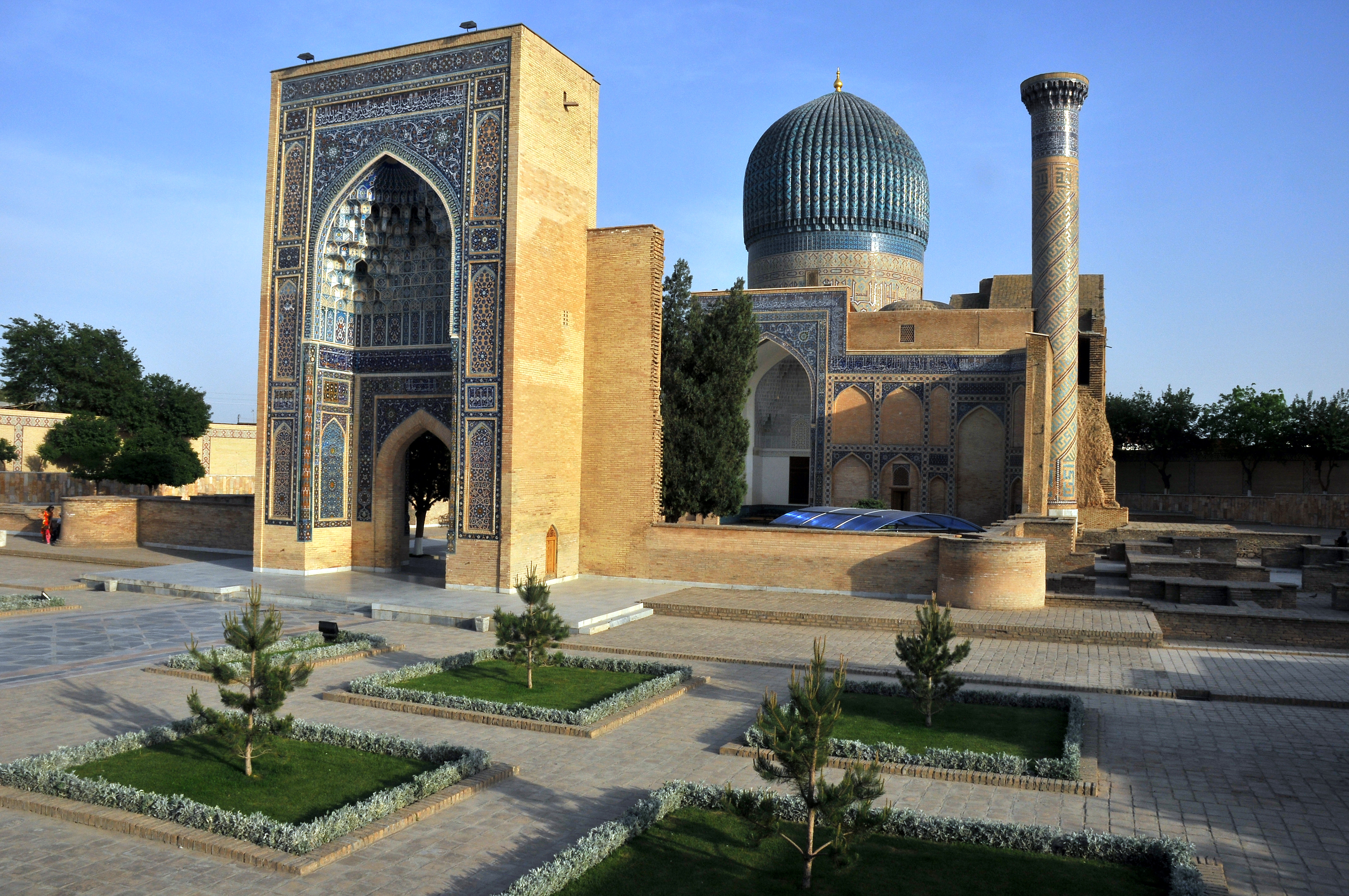
Mauzoleum i portal
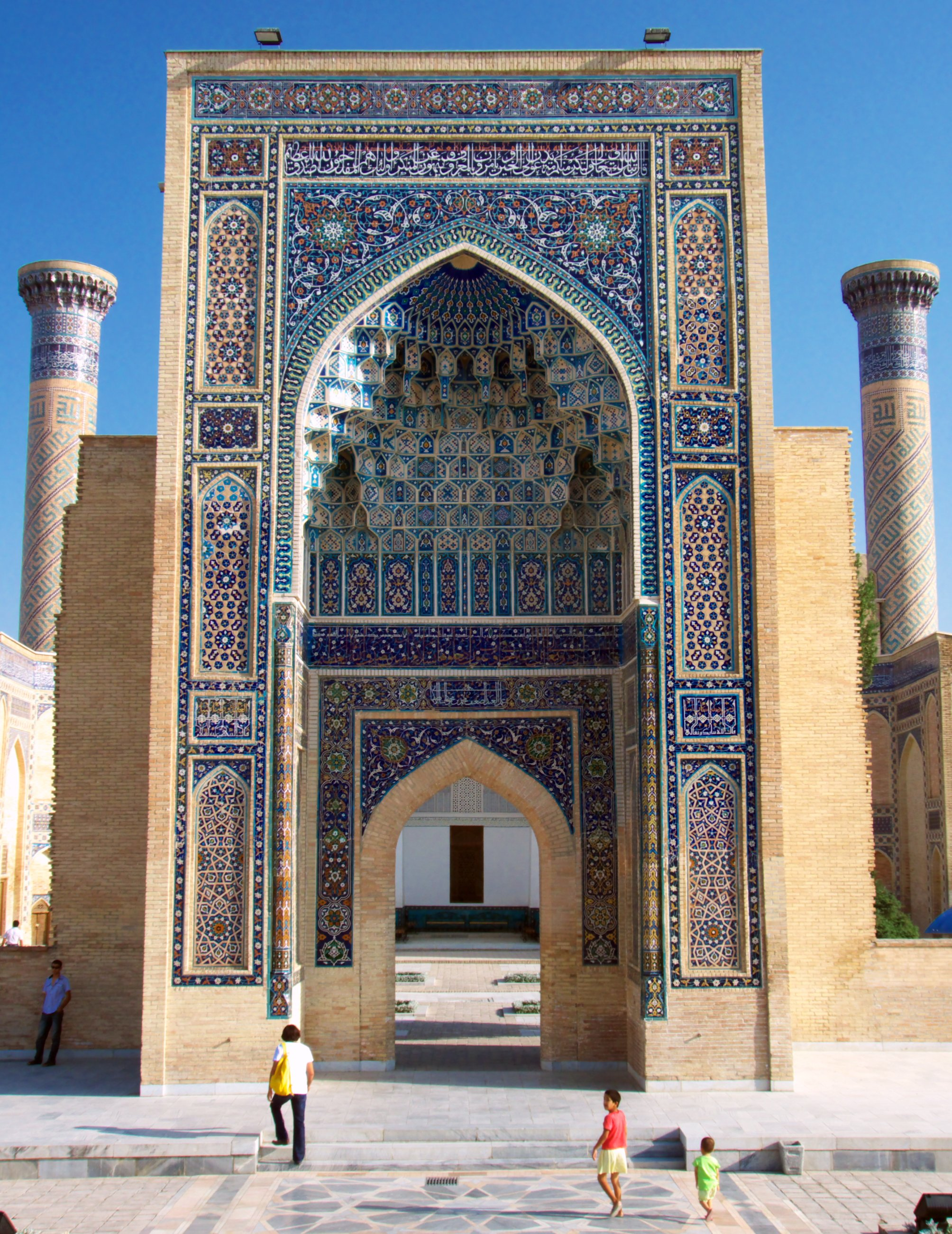
Portal przed dziedzińcem
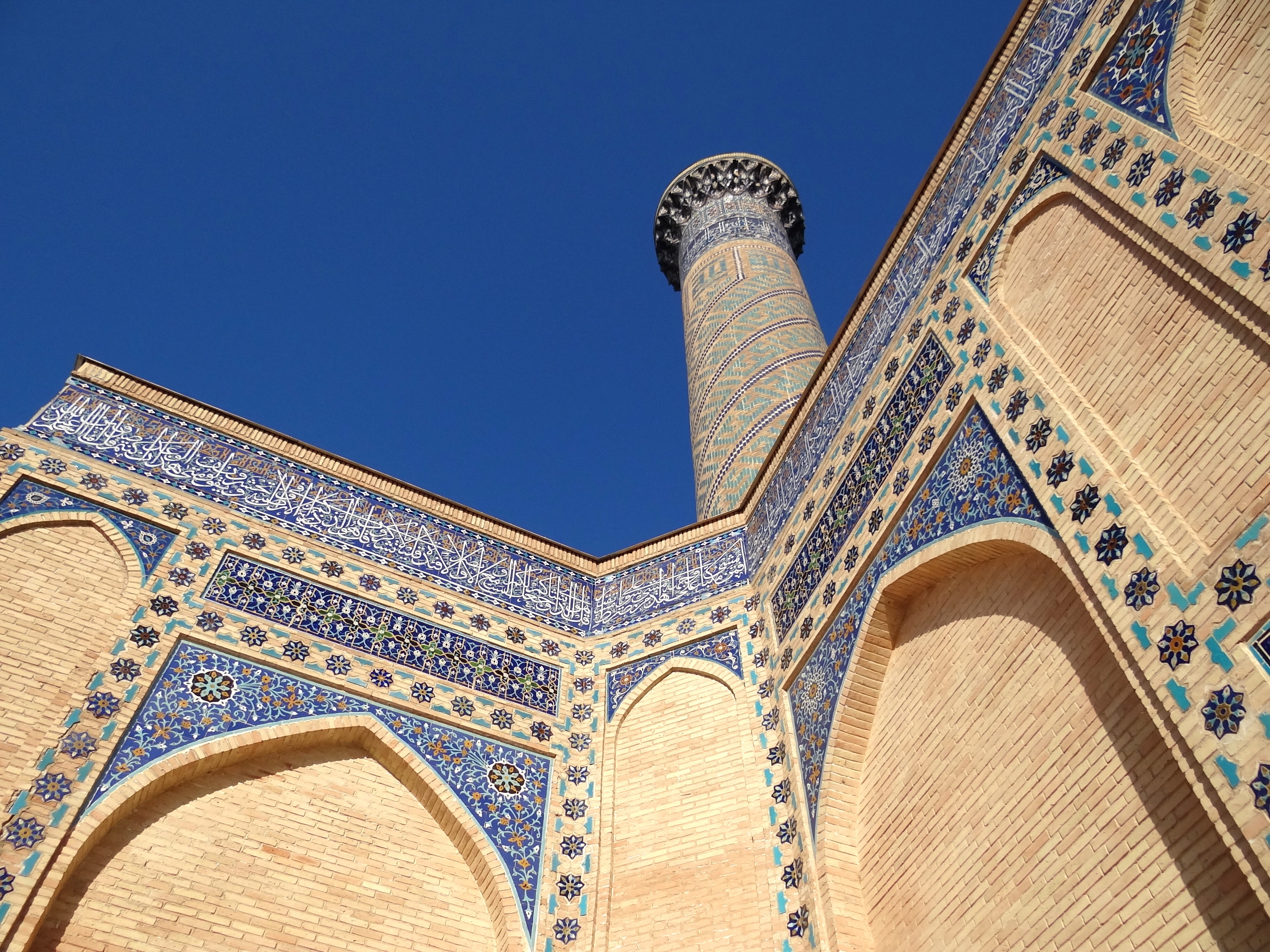
Mury zewnętrzne i minaret
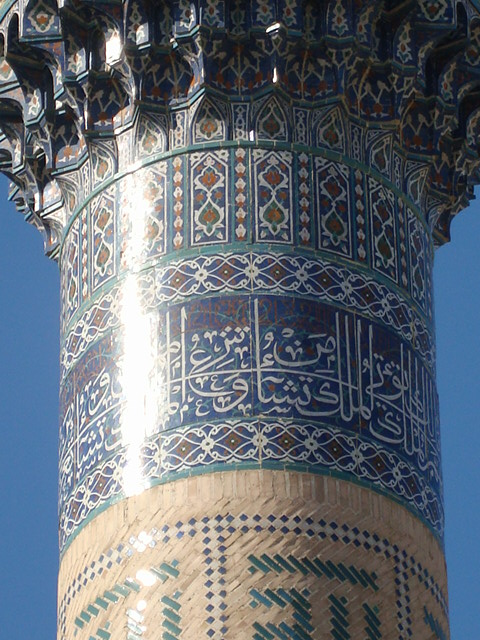
Okładzina z inskrypcją na minarecie
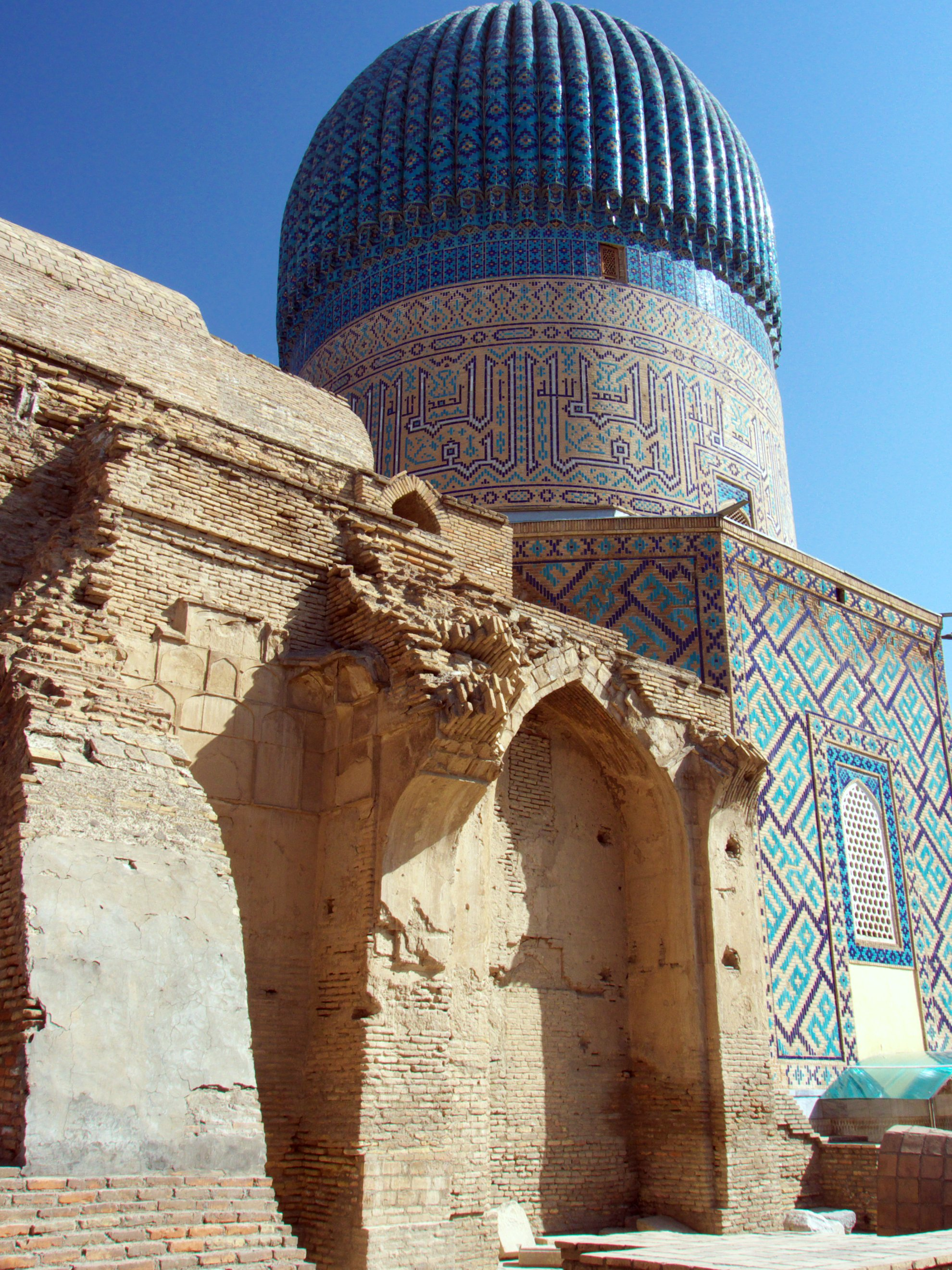
Kopuła i odsłonięta ściana niezachowanej części budowli
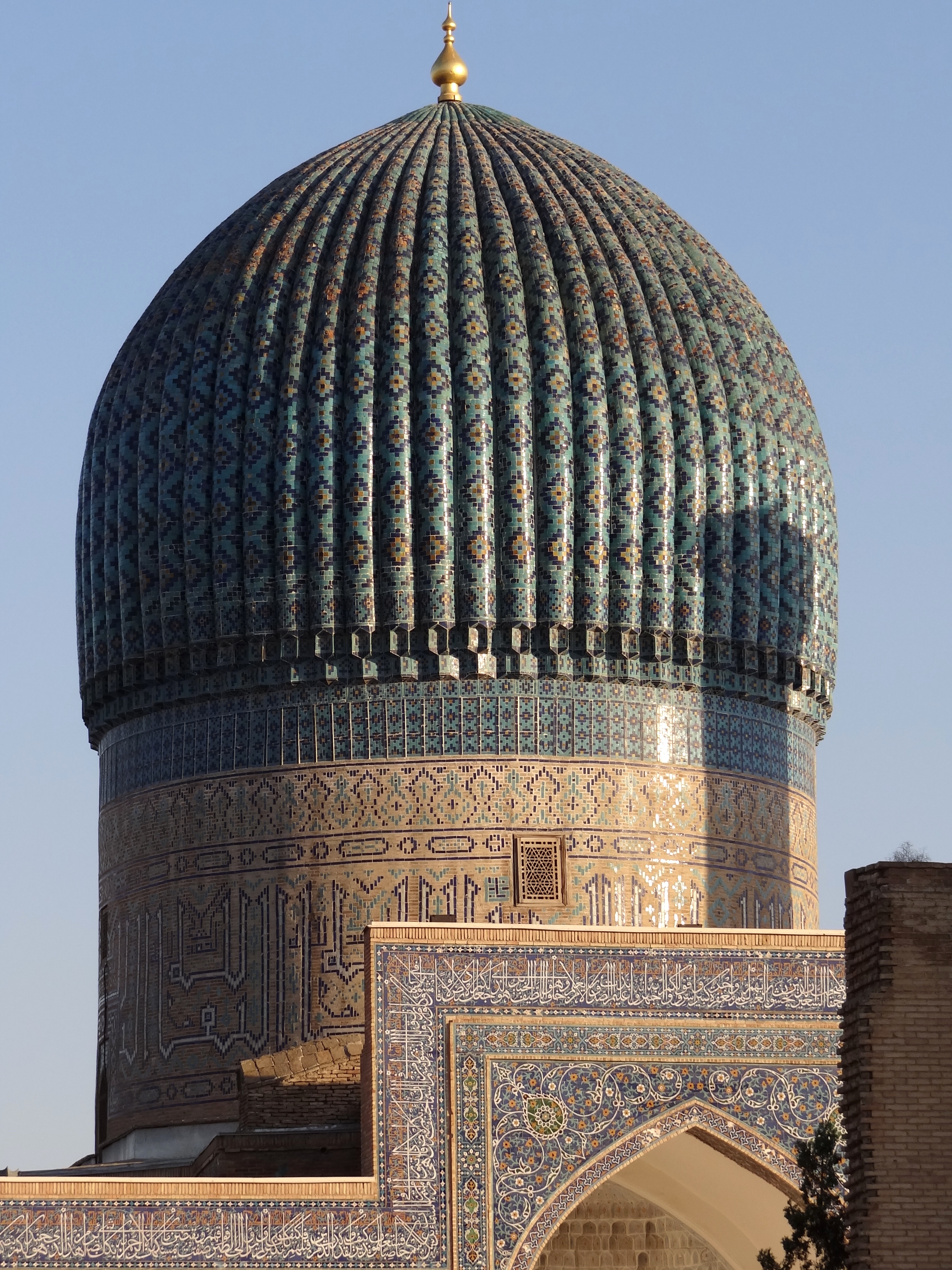
Kopuła
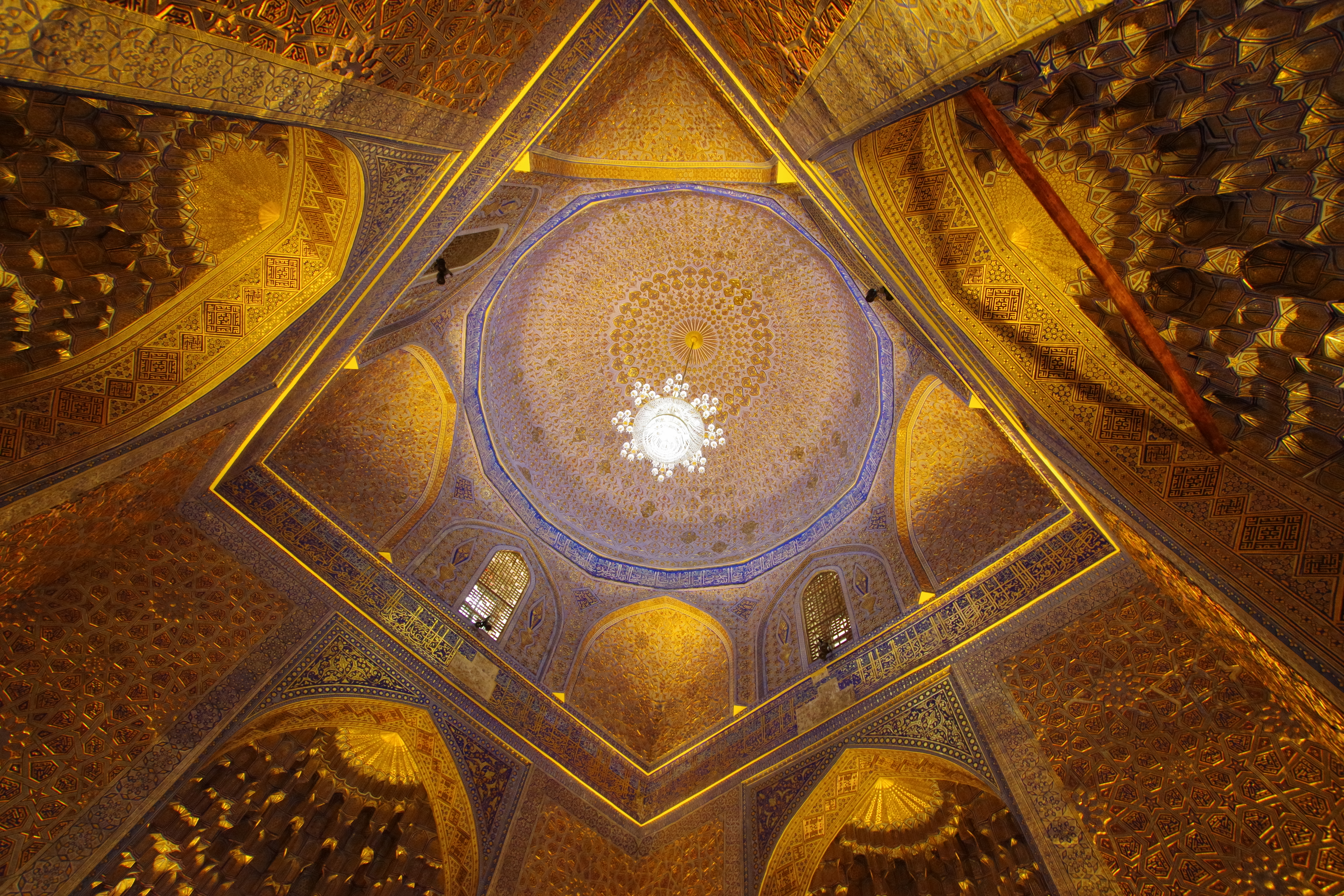
Złote sklepienie
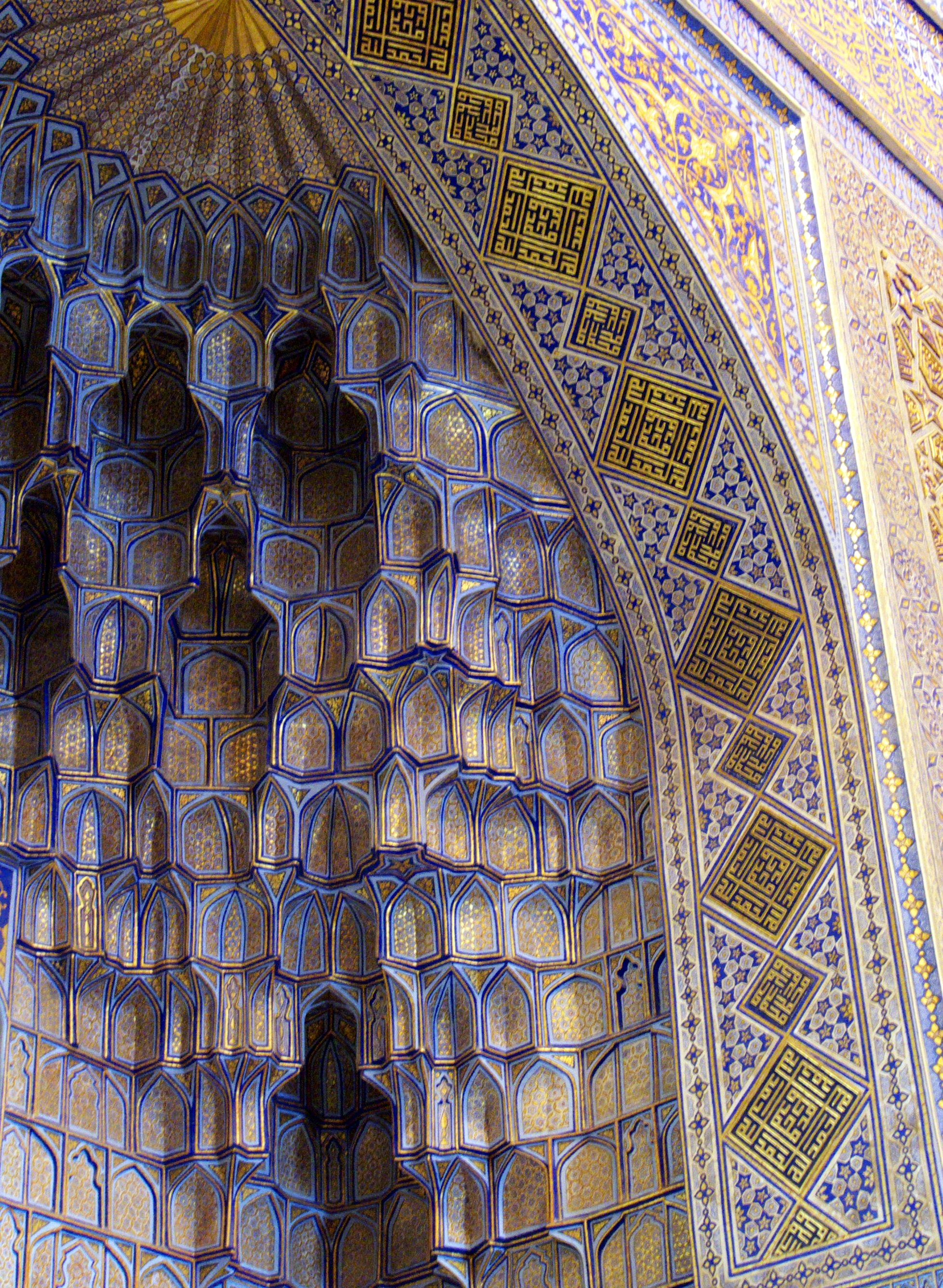
Mukarnas
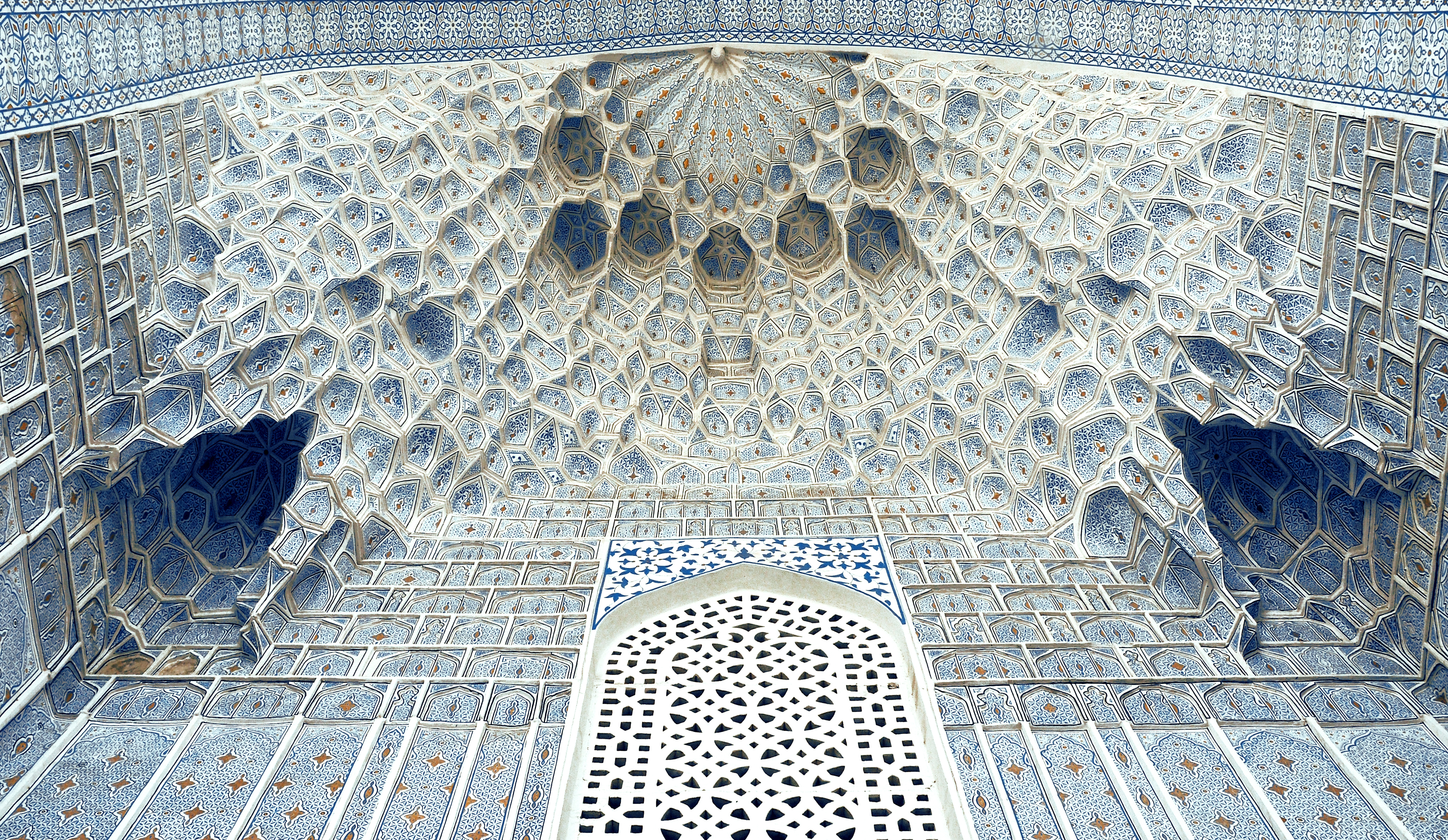
Mukarnas
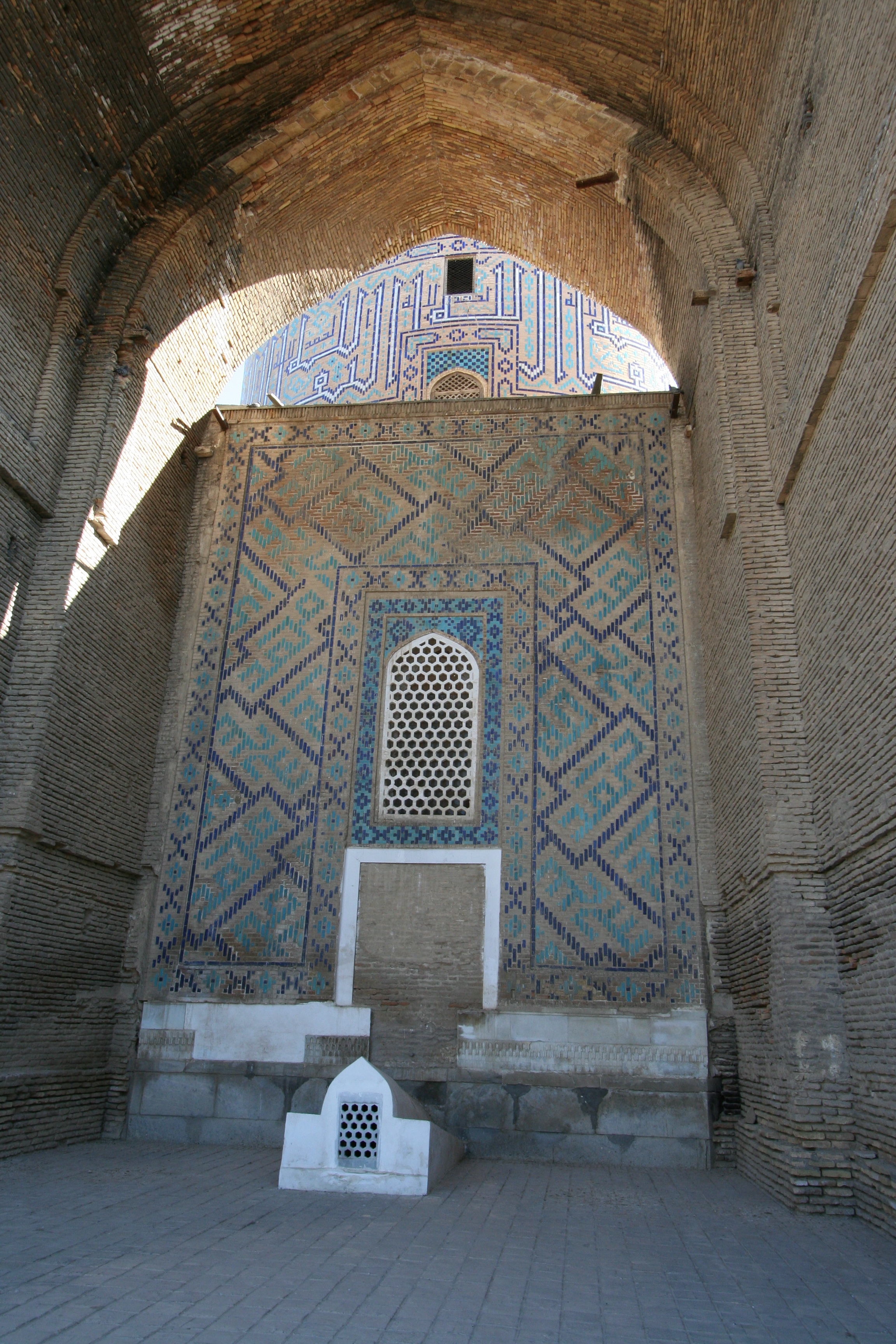
Nisza
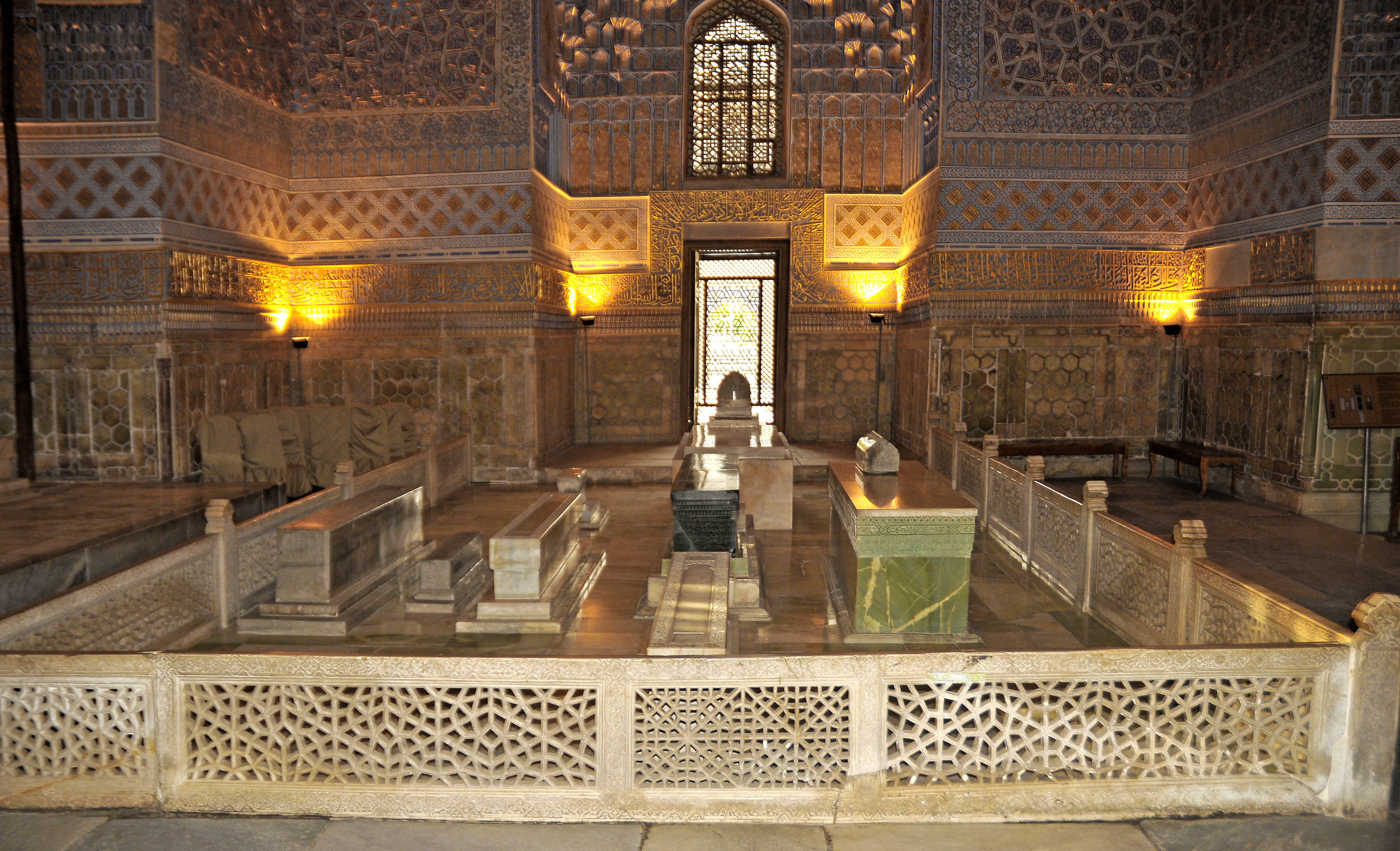
Sarkofagi
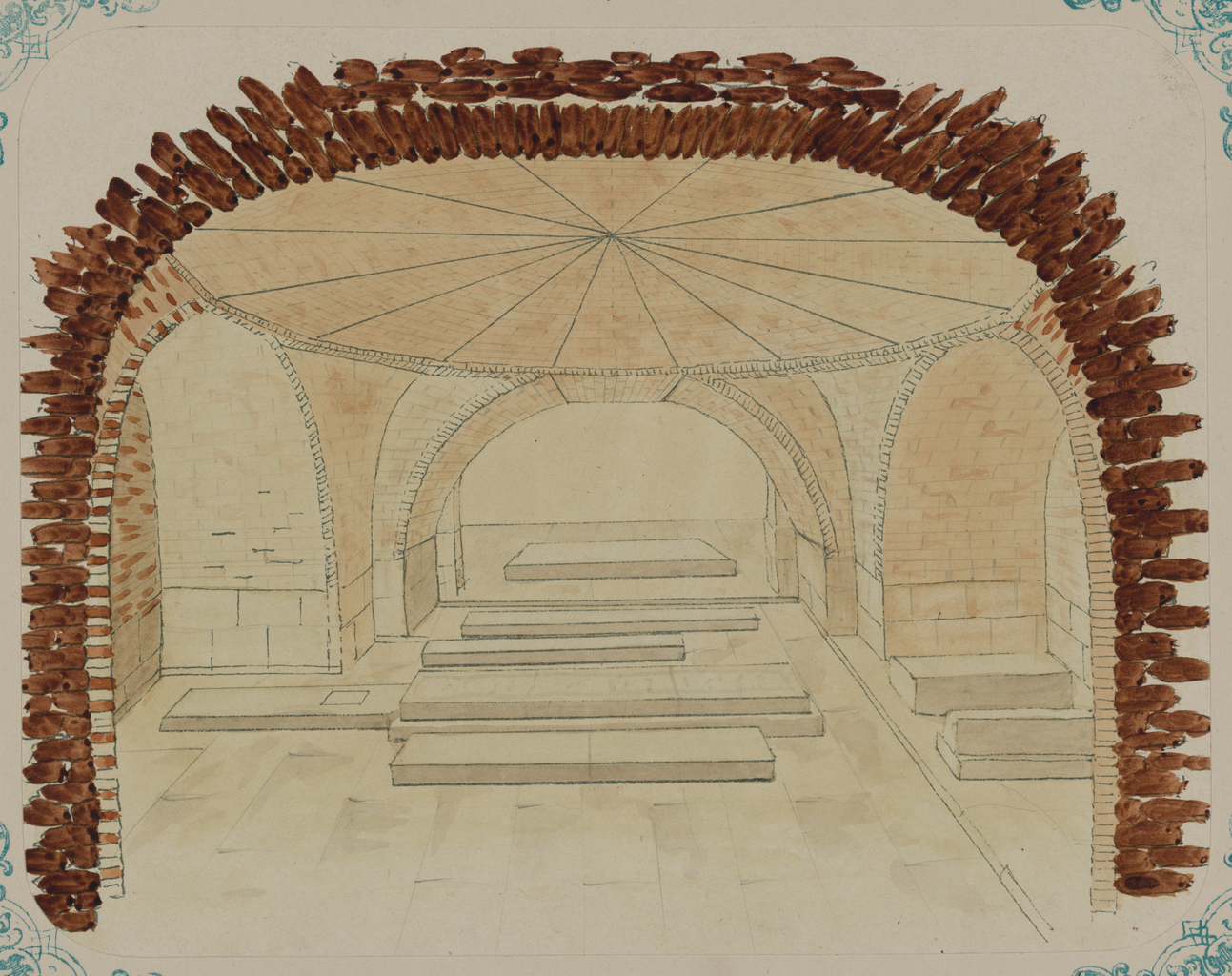
Krypta (rysunek)